# Vladímir Yeshéyev
Vladímir Nikoláyevich Yeshéyev (en ruso: Владимир Николаевич Ешеев; Novaya Zaria, URSS, 7 de mayo de 1958) es un deportista ruso que compitió para la Unión Soviética en tiro con arco, en la modalidad de arco recurvo.
Participó en tres Juegos Olímpicos de Verano, obteniendo una medalla de bronce en Seúl 1988, en la prueba individual, el sexto lugar en Moscú 1980 (individual) y el octavo en Barcelona 1992 (equipo).
Ganó tres medallas en el Campeonato Mundial de Tiro con Arco al Aire Libre entre los años 1981 y 1989, siete medallas en el Campeonato Europeo de Tiro con Arco al Aire Libre entre los años 1980 y 1992, y cuatro medallas de oro en el Campeonato Europeo de Tiro con Arco en Sala entre los años 1983 y 1989.

## Palmarés internacional
| Juegos Olímpicos                 | Juegos Olímpicos          | Juegos Olímpicos  | Juegos Olímpicos |
| Año                              | Lugar                     | Medalla           | Prueba           |
| -------------------------------- | ------------------------- | ----------------- | ---------------- |
| 1988                             | Seúl 1988 (Corea del Sur) | Medalla de bronce | Individual       |
| Campeonato Mundial al Aire Libre |                           |                   |                  |
| Año                              | Lugar                     | Medalla           | Prueba           |
| 1981                             | Punta Ala (Italia)        | Medalla de bronce | Equipo           |
| 1987                             | Adelaida (Australia)      | Medalla de oro    | Individual       |
| 1989                             | Lausana (Suiza)           | Medalla de oro    | Equipo           |
| Campeonato Europeo al Aire Libre |                           |                   |                  |
| Año                              | Lugar                     | Medalla           | Prueba           |
| 1980                             | Compiègne (Francia)       | Medalla de plata  | Equipo           |
| 1982                             | Kecskemét (Hungría)       | Medalla de oro    | Equipo           |
| 1982                             | Kecskemét (Hungría)       | Medalla de oro    | Individual       |
| 1988                             | Luxemburgo (Luxemburgo)   | Medalla de plata  | Equipo           |
| 1988                             | Luxemburgo (Luxemburgo)   | Medalla de plata  | Individual       |
| 1990                             | Barcelona (España)        | Medalla de oro    | Equipo           |
| 1992                             | La Valeta (Malta)         | Medalla de oro    | Equipo           |
| Campeonato Europeo en Sala       |                           |                   |                  |
| Año                              | Lugar                     | Medalla           | Prueba           |
| 1983                             | Falun (Suecia)            | Medalla de oro    | Individual       |
| 1983                             | Falun (Suecia)            | Medalla de oro    | Equipo           |
| 1987                             | París (Francia)           | Medalla de oro    | Equipo           |
| 1989                             | Atenas (Grecia)           | Medalla de oro    | Equipo           |